# Bernd Junker
Bernhard Junker (* 9. November 1953 in Offenburg) ist ein deutscher Kommunalpolitiker. Er war von 2007 bis 2008 Oberbürgermeister von Schwetzingen.

## Leben
Als Fraktionssprecher und Gründungsmitglied des Schwetzinger Wähler Forums '97 wurde Bernd Junker am 3. Dezember 2006 mit 50,32 % der Wählerstimmen zum Oberbürgermeister der Stadt Schwetzingen gewählt und setzte sich gegen den vorherigen Amtsinhaber Bernd Kappenstein (CDU) durch, der 49,51 % der Stimmen erhielt.
Junker trat 2008 aus gesundheitlichen Gründen vom Amt des Oberbürgermeisters zurück. Sein Nachfolger wurde der parteilose René Pöltl.